# Медвежий (остров, Норвегия)
Медве́жий (норв. Bjørnøya [ˈbjøːɳøja] — Бьёрнёйа) — остров в западной части Баренцева моря, к югу от острова Западный Шпицберген. Принадлежит Норвегии, но, как и весь архипелаг Шпицберген, чьей южной частью является остров Медвежий, имеет особый статус внутри королевства.

## Открытие
Остров Медвежий вероятнее всего был известен мореплавателям со времён викингов, но первое задокументированное посещение его было около 10 июня 1596 года голландскими мореплавателями Виллемом Баренцем и Якобом ван Хемскерком во время их третьей экспедиции. Китобойный промысел в окрестных водах вела Северная Гренландская компания.

## Топонимика
Своё название остров получил благодаря тому, что первооткрыватели увидели у его берегов плавающего белого медведя, который попытался залезть на корабль. До этого голландцам белые медведи были незнакомы.

## Географическое положение
Остров Медвежий расположен на полпути между южной оконечностью Западного Шпицбергена и мысом Нордкап. Площадь острова — около 180 км².

## Ландшафт
На севере — равнина с многочисленными озёрами, на юге — возвышенное плато (высота до 536 м). Преобладает тундра и тундровая растительность.

## История
В 1899 году на острове моряки с крейсера «Светлана» обнаружили две коммерческие немецкие экспедиции, искавшие полезные ископаемые и занимавшиеся рыболовным промыслом. На месте бывшего поморского поселения на острове команда крейсера установила русский флаг и железный крест, у основания которого была закреплена доска с надписью на трёх языках: «Принадлежит России».
16 февраля 1924 года полномочный представитель СССР в Норвегии в ноте министру иностранных дел Норвегии Мишле сообщил, что СССР признает суверенитет Норвегии над островом Медвежий.
12 ноября 1944 года на переговорах между главой внешнеполитического ведомства СССР В. М. Молотовым и норвежским министром иностранных дел Трюгве Ли советская сторона потребовала пересмотреть Шпицбергенский трактат 1920 года и установить кондоминиум над Шпицбергеном, а остров Медвежий передать под суверенитет СССР. Норвегия 9 апреля 1945 года предложила компромисс: заключить соглашение о совместной ответственности Норвегии и СССР за оборону Шпицбергена. Советское руководство на предложение не ответило, и дальнейшие переговоры по этому вопросу не велись.
В 1944—1945 годах на острове располагалась немецкая метеостанция с персоналом из двух человек, эвакуированная незадолго до конца войны, после гибели одного из них.
В 2009 году недалеко от острова сел на мель транспортный рефрижератор «Петрозаводск». Произошла утечка опасных химикатов и топлива.

## Экономика
Рыболовство (сельдь, треска и др.).

## Иллюстрации

Медведь, в честь которого дали название острову. Рисунок 1598 года
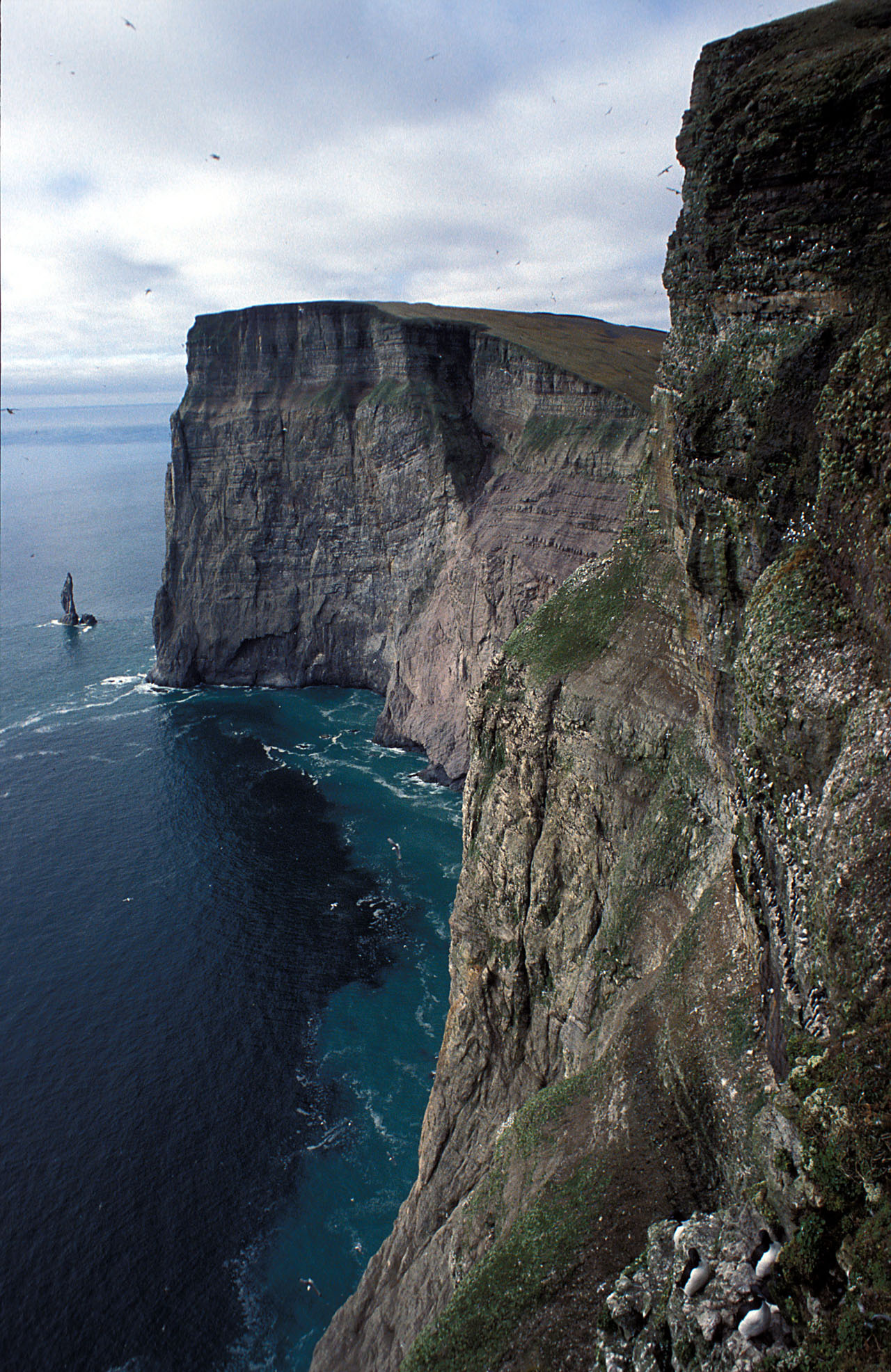
Скала на Медвежьем острове
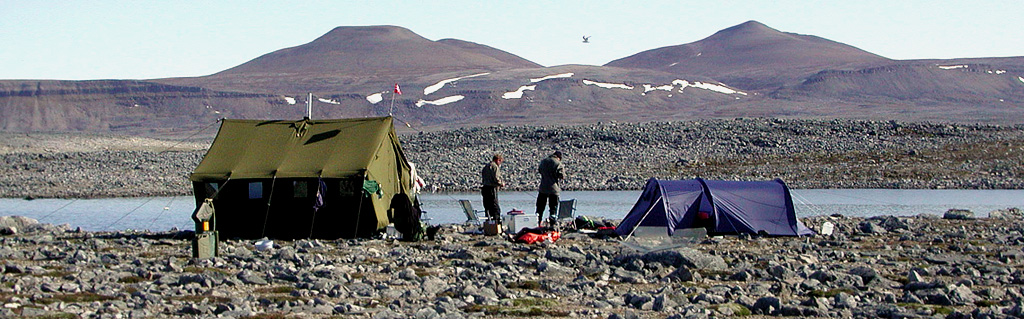
Побережье

## Упоминания в массовой культуре
- Открытие острова голландцами в 1596 году упоминается в романе Виктора Гюго «Человек, который смеётся»
- «Остров Медвежий»[англ.] (англ. Bear Island) — роман Алистера Маклина, опубликованный в 1971 году
- «Остров Медвежий»[англ.] (англ. Bear Island) — британско-канадский фильм 1979 года по мотивам романа; режиссёр — Дон Шарп
- В компьютерной игре UBOAT[англ.] присутствует миссия по установке метеорологической станции на острове.